# 共时语言学
共時語言學（英語：synchronic linguistics），又称静态语言学，是由索緒爾創立的一套語言學方法，其特点是对某个语言现象只在一个给定的时间段内进行研究（通常是现在，但也可以是历史上的一个时间）。与研究语言现象的历史演变和发展的历时语言学相对。
該分支於20世紀初开始发展，其研究遍及各主要語言，主要學派有描寫語言學、轉換生成學、層次語言學等等，并且为美国语言学中的“结构主义流派”和“行为主义”的产生完成了理论的铺垫。
共时语言学與历时语言学的分开，標誌著語言學從从印欧语系的比较声韵学走进结构语言学。

## 外部連結
- Simple illustration of the differences between synchronic and diachronic variation. （页面存档备份，存于）